# Liste von Persönlichkeiten aus Arogno
Diese Liste enthält in Arogno geborene Persönlichkeiten und solche, die in Arogno ihren Wirkungskreis hatten, ohne dort geboren zu sein. Die Liste erhebt keinen Anspruch auf Vollständigkeit.

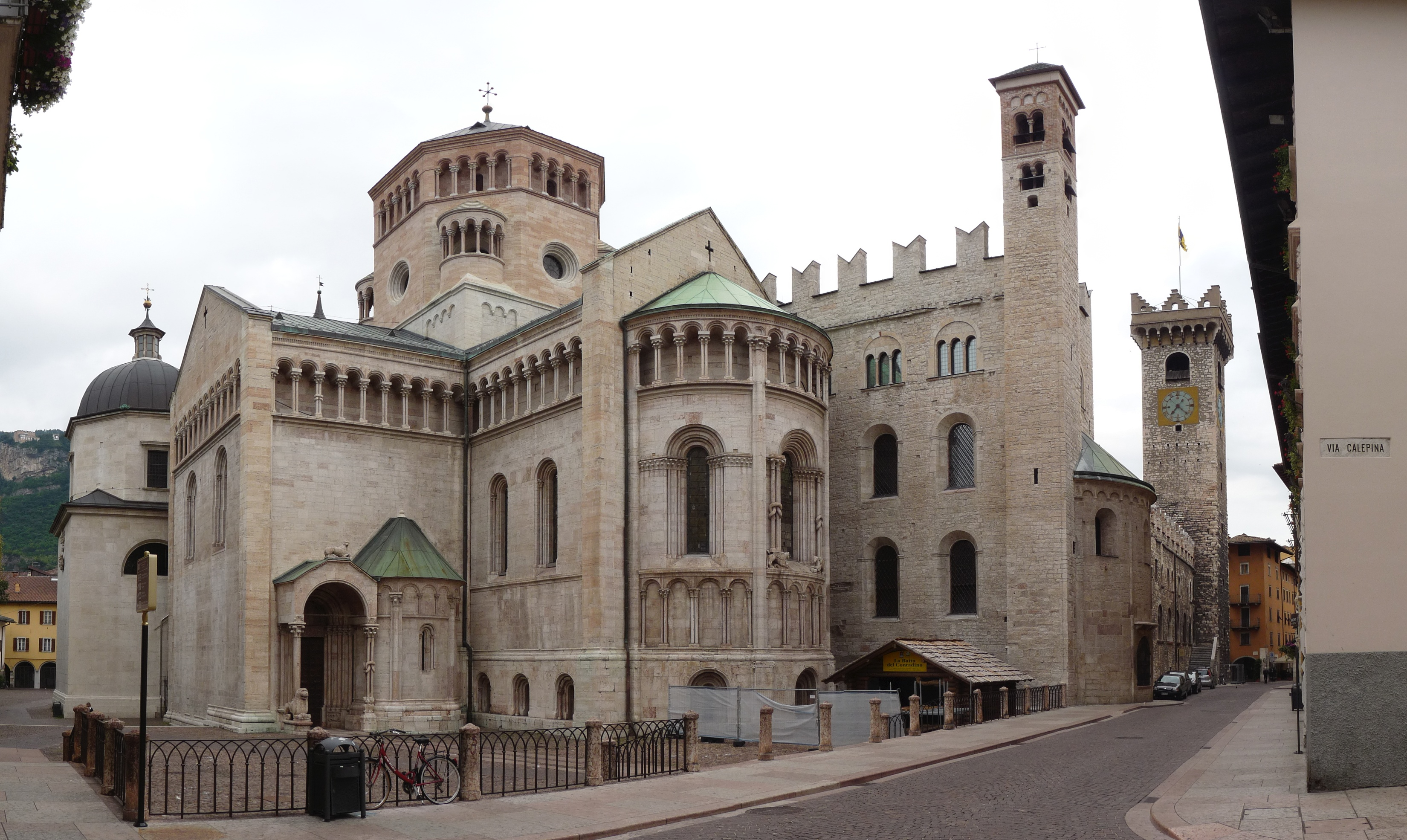
Adamo d’Arogno: Dom von Trient

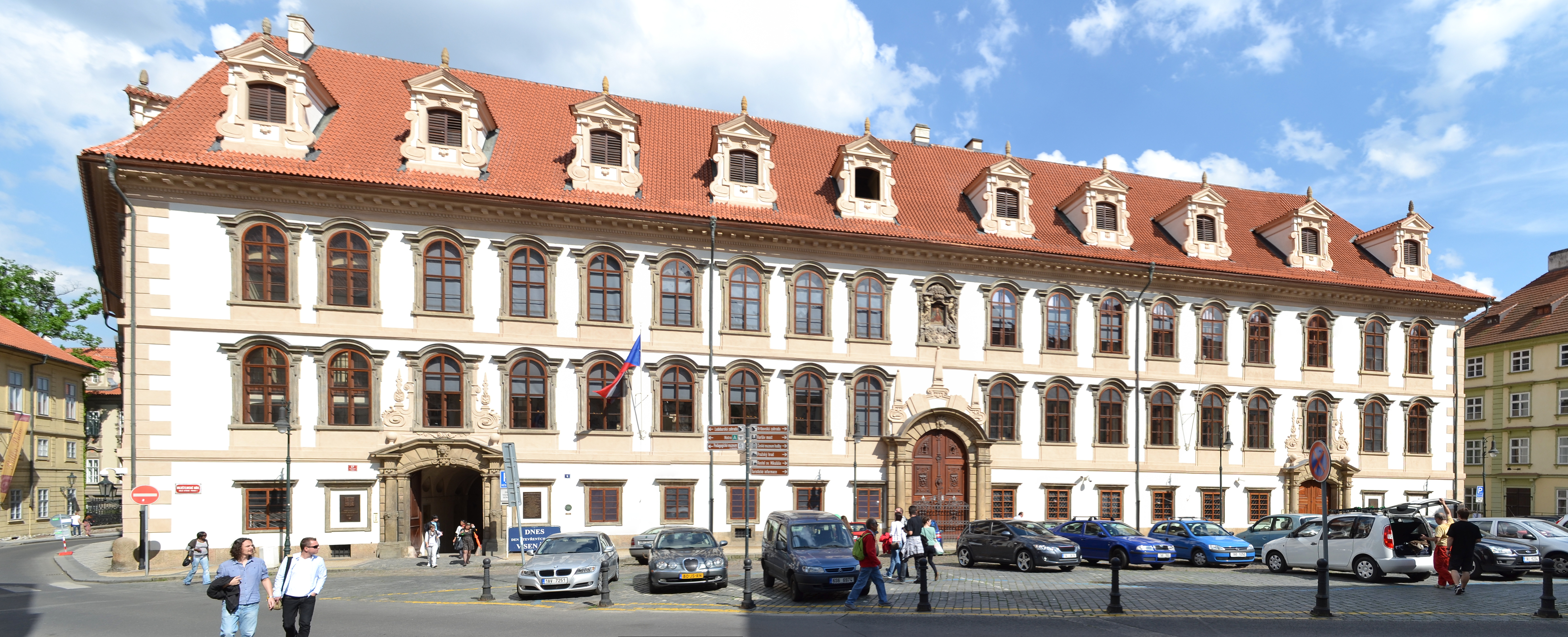
Andrea Spezza: Palais Waldstein, Prag, 1623–1630.

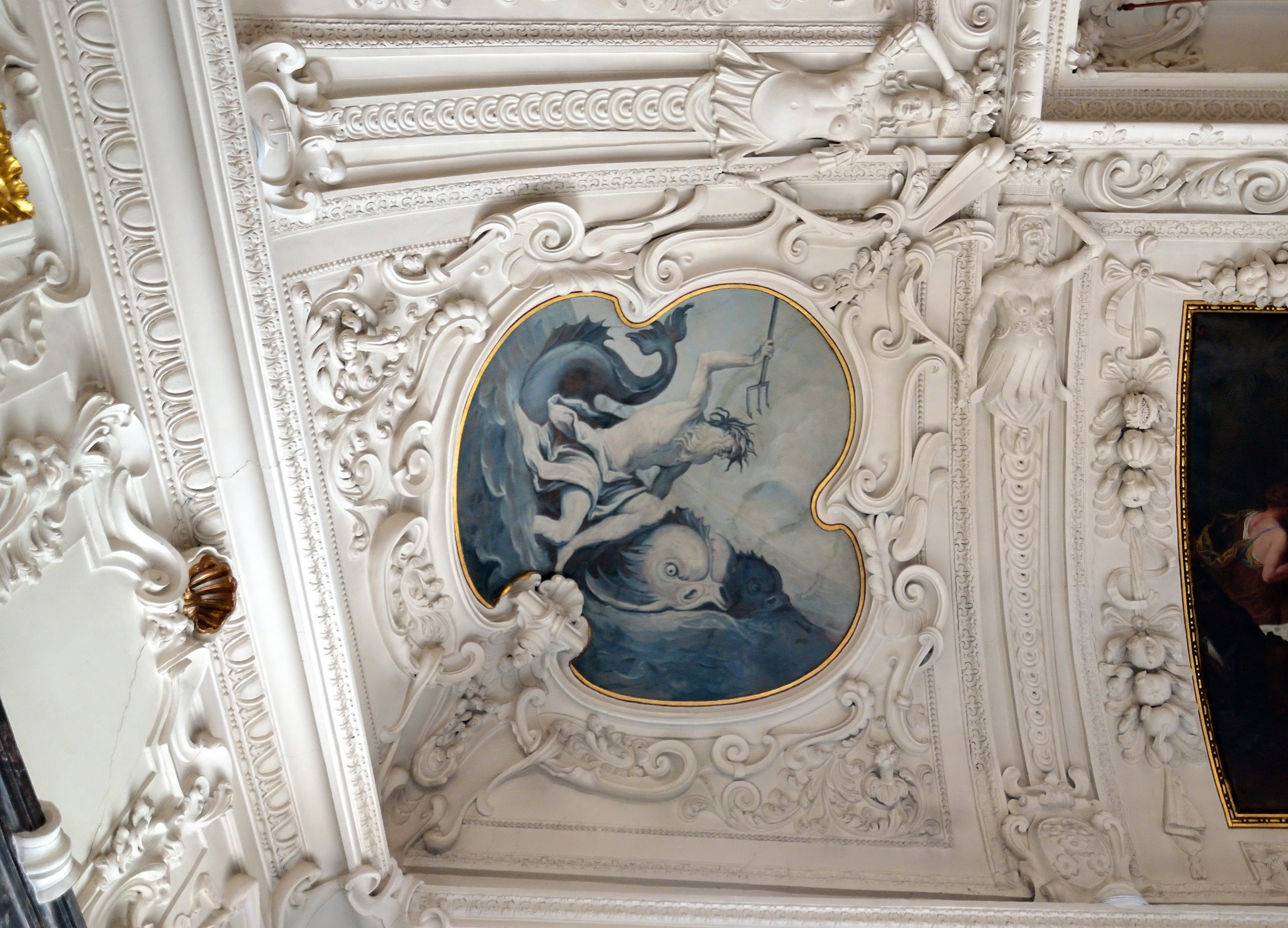
Alessandro Serena: Stuckaturen im Festsaal (Planetensaal), Schloss Eggenberg, Graz, 1667.

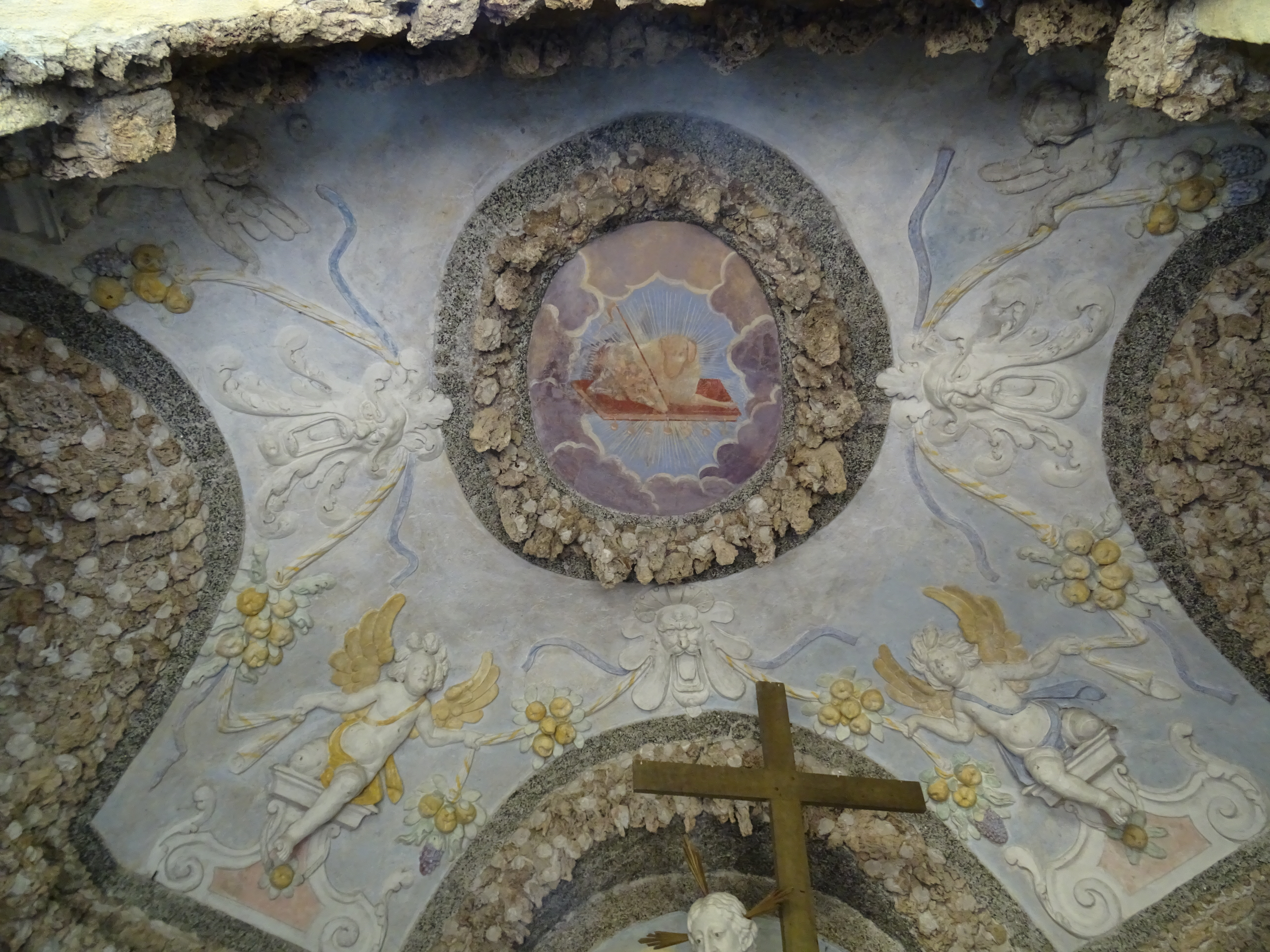
Stefano Carlo Conseglio: Stuckaturen, Decke der Auferstehungskapelle, Bozen, 1690.

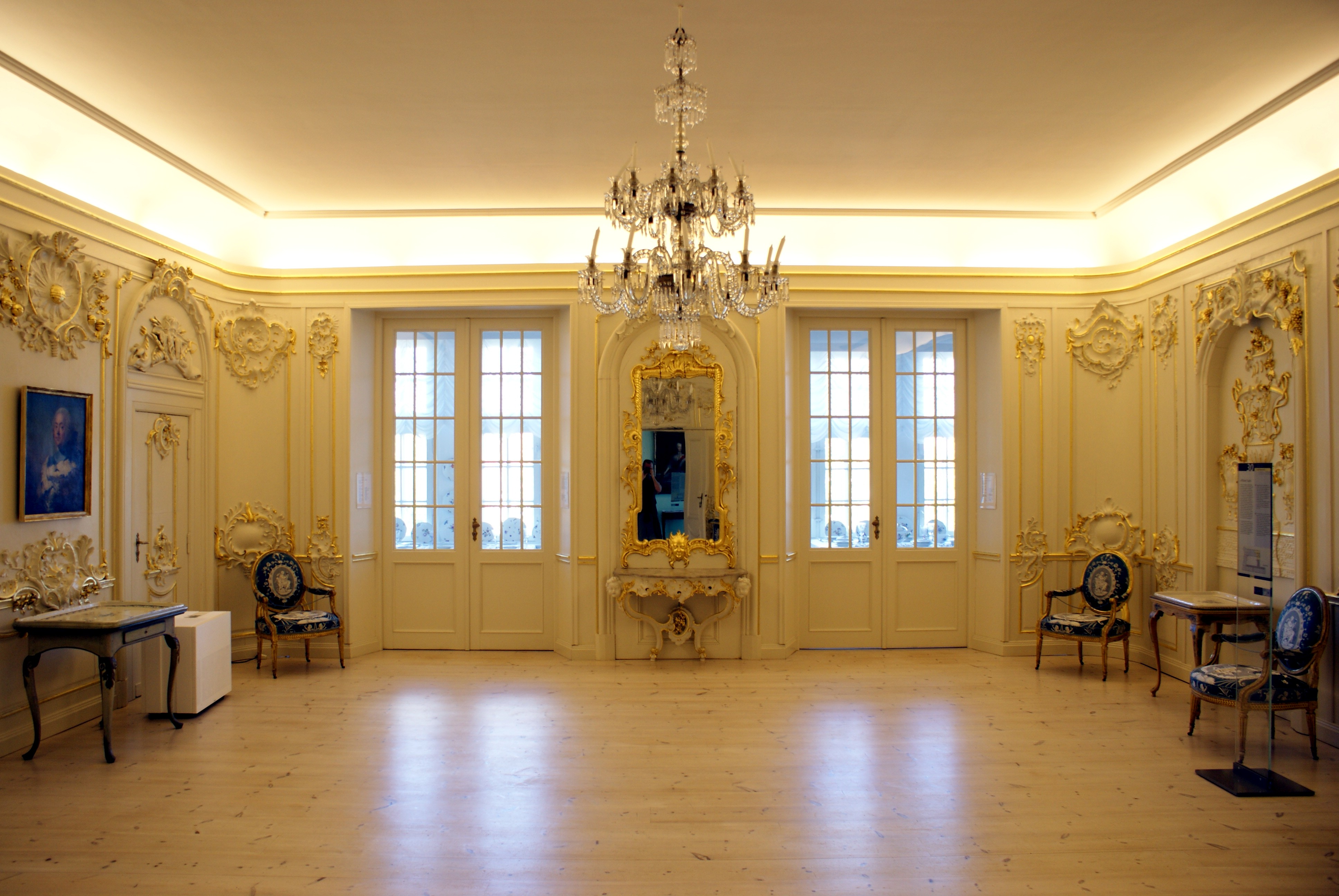
Giuseppe Mogia: Stuckaturen, Plöner Saal, Schloss Gottorf, 1732–1735.

## Persönlichkeiten
(Sortierung nach Geburtsjahr)
- Adamo d’Arogno (um 1175–um 1236), Baumeister, Architekt, begann mit dem Neubau Doms von Trient, der unter seinen Söhnen fortgesetzt wurde.
- Adamo d’Arogno (* um 1210 in Arogno; † um 1270 in Trient), Enkel des Adamo, Baumeister, arbeitete am Münsterbau mit seinem Bruder Zanibono und seinem Vater Enrico di Fono[1]
- Giroldo d’Arogno (* um 1225 in Arogno;† um 1295 in Firenze ?), Bildhauer in Toskana[2]
- Lapo da Como (* um 1250 in Arogno; † nach 1300 in Volterra ?), Sohn des Giroldo, Bildhauer in Toskana
- Angelo d’Arogno (* um 1360 in Arogno; † nach 1400 ebenda ?), Architekt tätig in der Hauptkapelle zu Dom von Piacenza[3][4]
- Angelo d’Arogno (* um 1470 in Arogno; † nach 1506 ebenda ?), Bildhauer tätig in der Hauptkapelle zu Dom von Vicenza[5][6]

- Künstlerfamilie Bigarelli. 

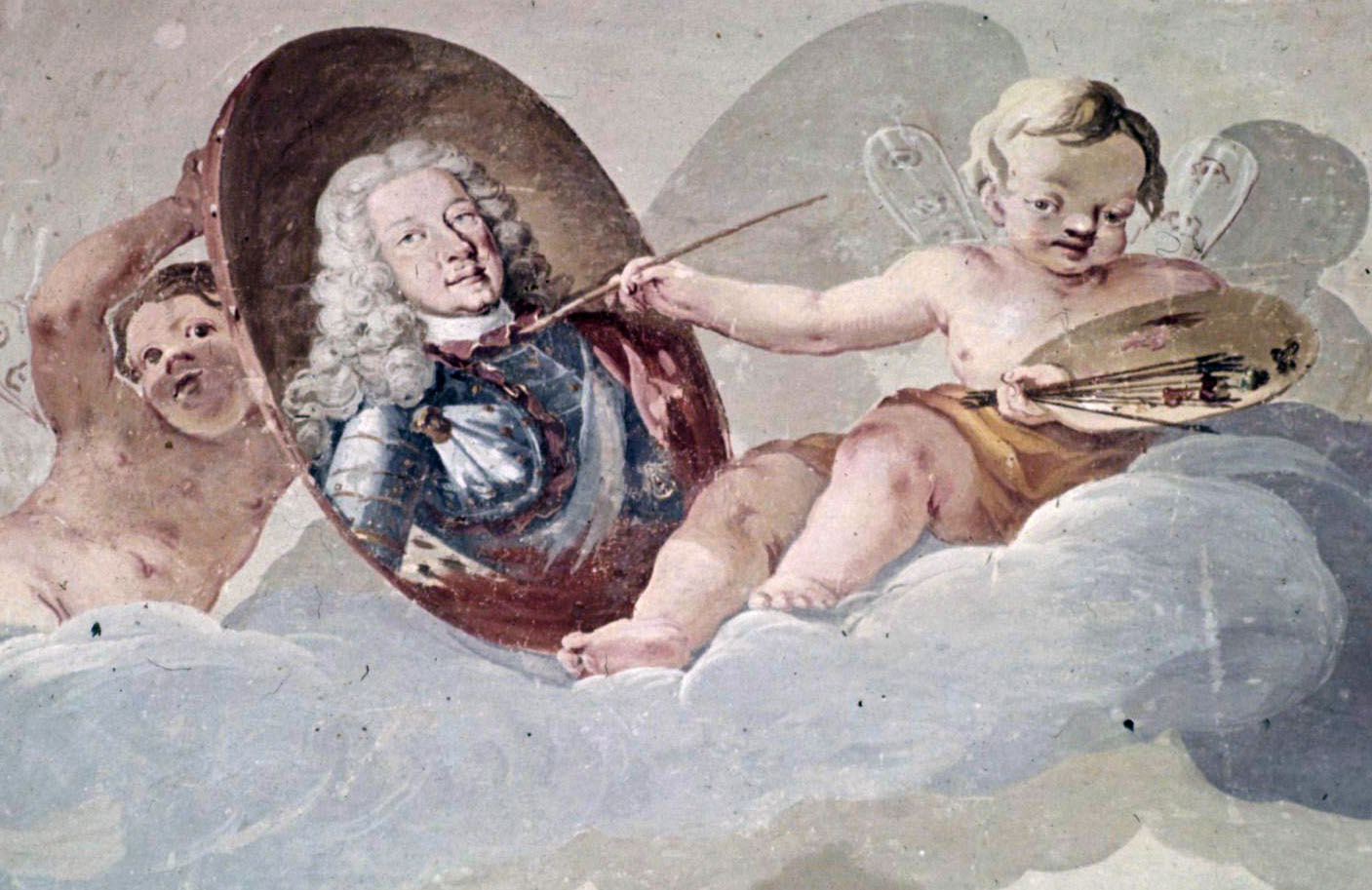
Luca Antonio Colomba: Ein Putto malt Eberhard Ludwig, Ludwigsburger Schloss, 1711.

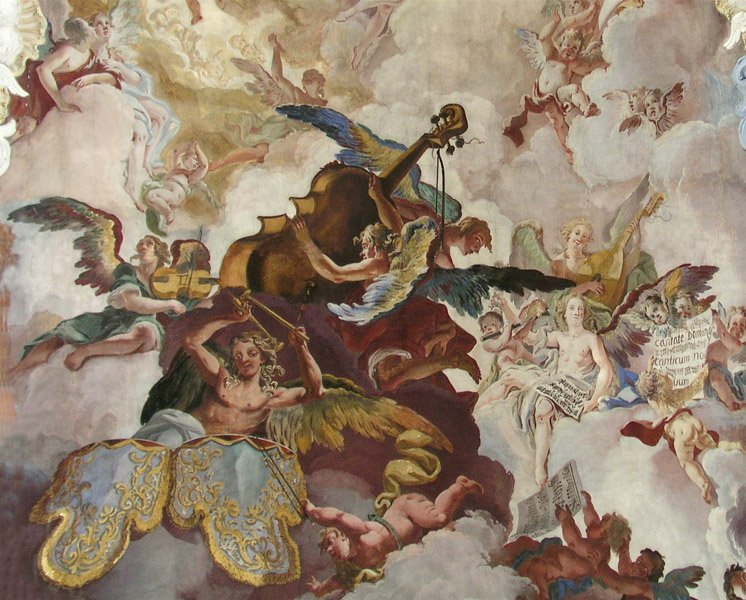
Giovanni Battista Innocenzo Colombo: Deckenfresko, Klosterkirche Uetersen, 1748–1749.

  - Bonagiunta Bigarelli (* um 1190 in Arogno; † 1244 ebenda ?), Marmorbildhauer in Pistoia[7]
  - Guido Bigarelli oder Guido da Como (* um 1220 in Arogno; † um 1257 in Bergamo ?), Sohn des Bonagiunta, Marmorbildhauer in Pisa, Pistoia, Lucca[8][9]
  - Agostino und Baldassarre Bigarelli (* um 1450 in Arogno; † nach 1500 in Pavia ?), Bildschnitzer[10][7]

- Bernardo Spazio (Degli Spazi) (* um 1500 in Arogno?; † um 1567 in Genua)[11] Die Familie Spazi von Arogno liess 1591 die Kirche San Rocco dieses Dorfes bauen[12]
- Giovanni Maria Spezzacasa (* um 1520 in Arogno; † um 1570 in Prag ?), Bildhauer, Architekt[7]
- Antonio Melana (* um 1560 in Arogno; † nach 1600 in Tschechien ?), Maler und Stuckateur in Netolice[7][13]
- Andrea Spezza (1580–1628), schweizerisch-italienischer Baumeister im Böhmen und Mähren.

- Künstlerfamilie Serena. 
  - Domenico Serena (* um 1575 in Arogno; † nach 1632 ebenda?), Architekt und Militäringenieur, arbeitete 1632 für den König von Spanien im Herzogtum Mailand, an den Befestigungen von Tortona. Die ambrosianische Bibliothek besitzt von ihm Bilder von Valenza, die 1696 publiziert wurden[14]
  - Agostino Serena (* um 1580 in Arogno; † 1630 in Făgăraș ?), Architekt im Siebenbürgen[7]
  - Alessandro Serena (* um 1620 in Arogno; † 1688 Graz), Stuckateur in Schloss Trautenfels und Schloss Eggenberg[7]
  - Angelo Serena (* 1645 in Arogno; † nach 1690 ebenda), Professor für militärische Mathematik in Mailand, entwarf die Karte der Gegend des Lago Maggiore, die 1690 in Mailand veröffentlicht wurde[15]
  - Giuseppe Serena (* um 1650 in Arogno ?; † 1710 in Graz), Stuckateur in Graz[7]
  - Francesco Leone Serena (* 1700 in Arogno; † nach 1740 in England ?), Stuckateur im Oxfordshire[7]

- Künstlerfamilie Consiglio oder Conseglio. 
  - Carlo Conseglio oder Stefano Carlo genannt (um 1636–um 1696), Stuckateur in Maria Taferl, Niederösterreich und in der Heiliggrabkirche in Bozen[16]
  - Stefano Consiglio (* 1642/44 in Arogno; †?), Kunstmaler, er wirkte im Kanton Tessin und in den wichtigsten Städten Italiens. Er malte die Vier Evangelisten in der Pfarrkirche Arogno[17][18][19][20]
  - Francesco Consiglio (* um 1700 in Arogno; † nach 1739 in Lyme Park ?), Stuckateur in den Adelshäusern Lyme Park, Cheshire und Euxton Hall, Lancashire[7]

- Giuseppe Mogia (* 4. November 1664 als Giuseppe Cometti/a d’Oggio aus dem Ortsteil Devoggio in Arogno; † 10. Juli 1739 in Hamburg-Altona-Altstadt), Stuckateur in Schleswig-Holstein und Mecklenburg-Vorpommern[7]
- Giuseppe Domenico Mogia (* 19. November 1711 in Hamburg Altona; † nach 1745 in Kopenhagen ?), aus Devoggio, Sohn des Antonio, Stuckateur in Hamburg und Kopenhagen[7]

- Künstlerfamilie Colomba/o. Eine aus Arogno stammende Familie von Malern, Stuckateuren und Architekten. Vom 16. bis zum 18. Jahrhundert in den wichtigsten europäischen Zentren tätig[21][22]
  - Andrea Colomba (* 1567 in Arogno; † 21. März 1627 ebenda), Stuckateur nachgewiesen in Brescia zwischen dem Ende des 16. und dem ersten Jahrzehnt des 17. Jahrhunderts, wo er Dekorationen in der alten Kathedrale und der Basilika Santa Maria delle Grazie ausführte[23], er gründete und dotierte eine Primarschule für arme Kinder[24][25]
  - Giovanni Antonio Colomba (* 1585 in Arogno; † 29. März 1650 ebenda), Sohn des Andrea, Stuckateur in der Kirche Santa Maria delle Grazie in Brescia, im Polen, in der Pfarrkirche Santo Stefano von Arogno und im Oratorium Erzengel Michael am Rand der Strasse nach Rovio[26][27][28][7][29]
  - Pietro de Colombo (* um 1610 in Arogno; † nach 1652 in Roudnice nad Labem ?), Schweizer Baumeister[30]
  - Cristoforo Colomba (* um 1625 in Arogno; † 1680 ebenda), Architekt, Stuckateur, zusammen mit dem Architekten Carlo Canevale aus Lanzo d’Intelvi erbaute er das Kloster und die Stiftskirche Mariä Himmelfahrt in Stift Waldhausen im Waldhausen im Strudengau[7]
  - Giovanni Battista Colomba (Columba, Colombo) (* 1638 in Arogno; † 24. April 1693 in Warschau), Neffe von Giovanni Antonio, Maler, Stuckateur, Architekt. Er besorgte den Freskenschmuck der Decke in der Kapelle des Johanneums in Sankt Gotthard in Graz und die Hochaltarstätte in Maria Taferl. 1690 wurde er von Johann III. Sobieski an den Warschauer Hof zur Wiederherstellung der Sankt Johanneskathedrale und zur Vergrösserung der Kapuziner Gedächtniskirche berufen[31][32][33][34][35][7][36]
  - Luca Antonio Colomba (1674–1737), Sohn von Giovanni Battista, Schweizer Kunstmaler in der Pfarrkirche von Arogno, in Österreich und in Ludwigsburg
  - Giovanni Battista Innocenzo Colombo oder Colomba (1717–1801), Neffe von Giovanni Battista Colomba, Kunstmaler und Bühnenbildner

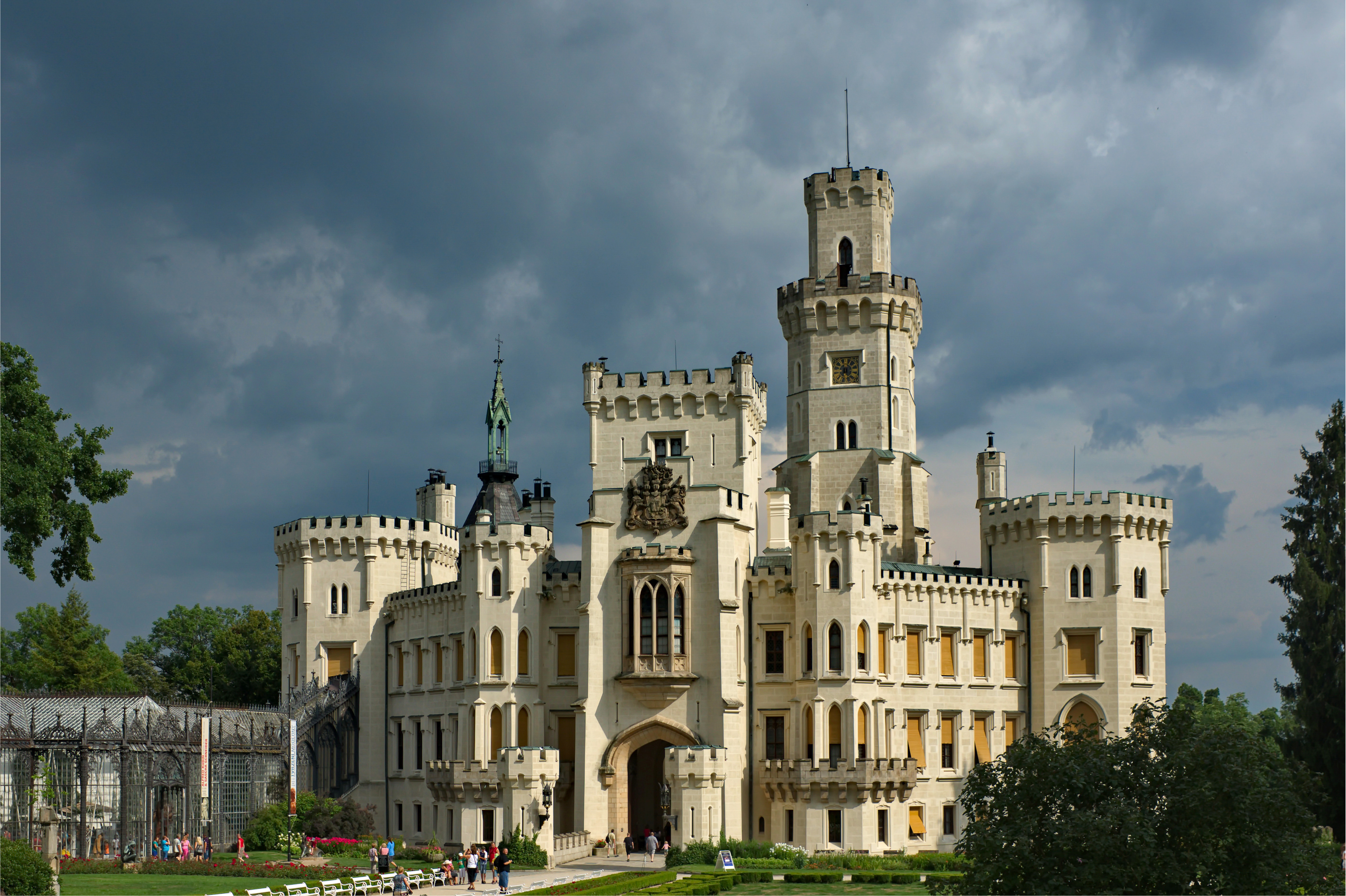
Baldassare Maggi: Schloss Hluboká, 1585.

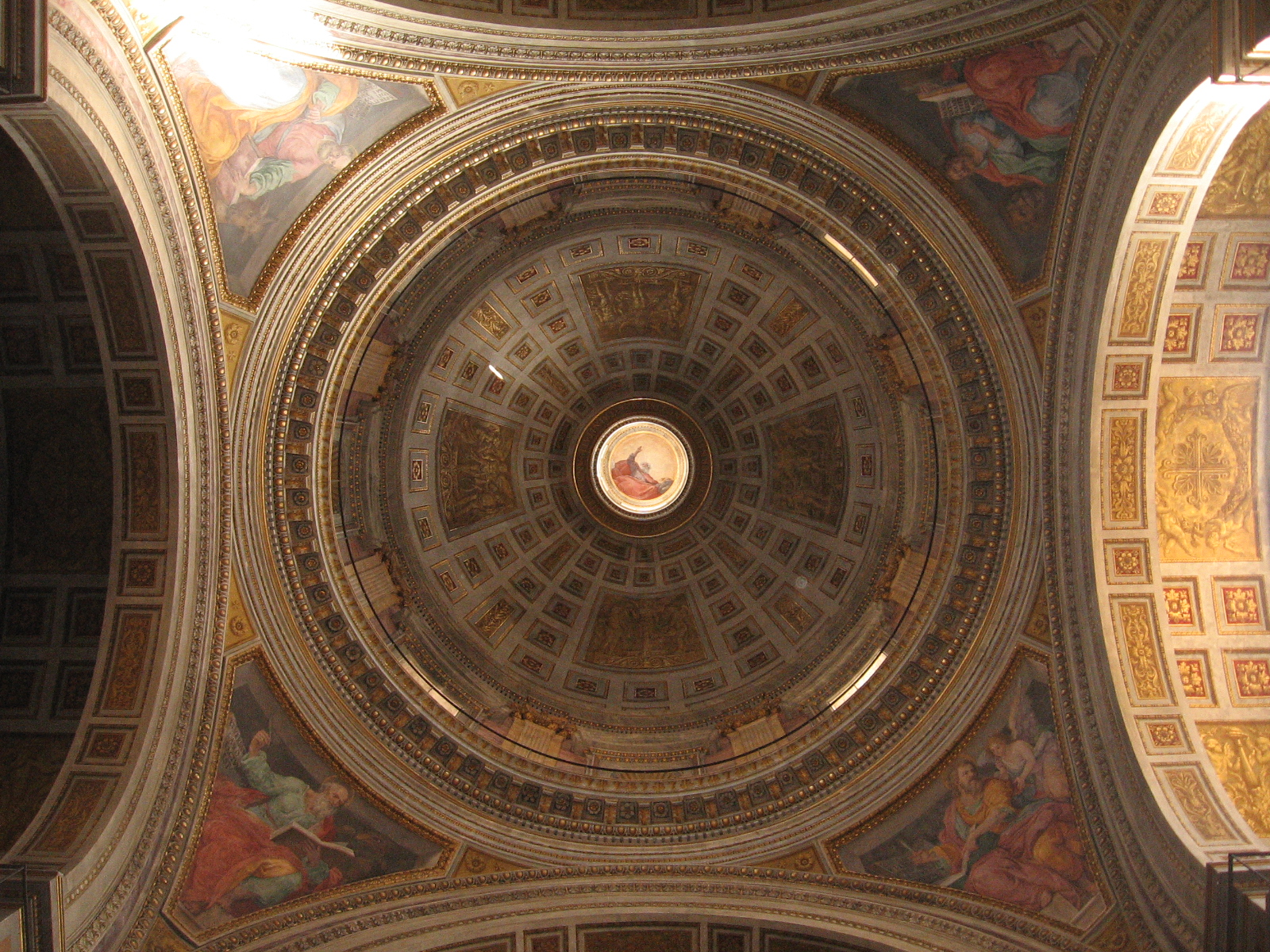
Giovanni Paolo Maggi: Kuppel der Kirche Santissima Trinità dei Pellegrini, Rom, 1612.

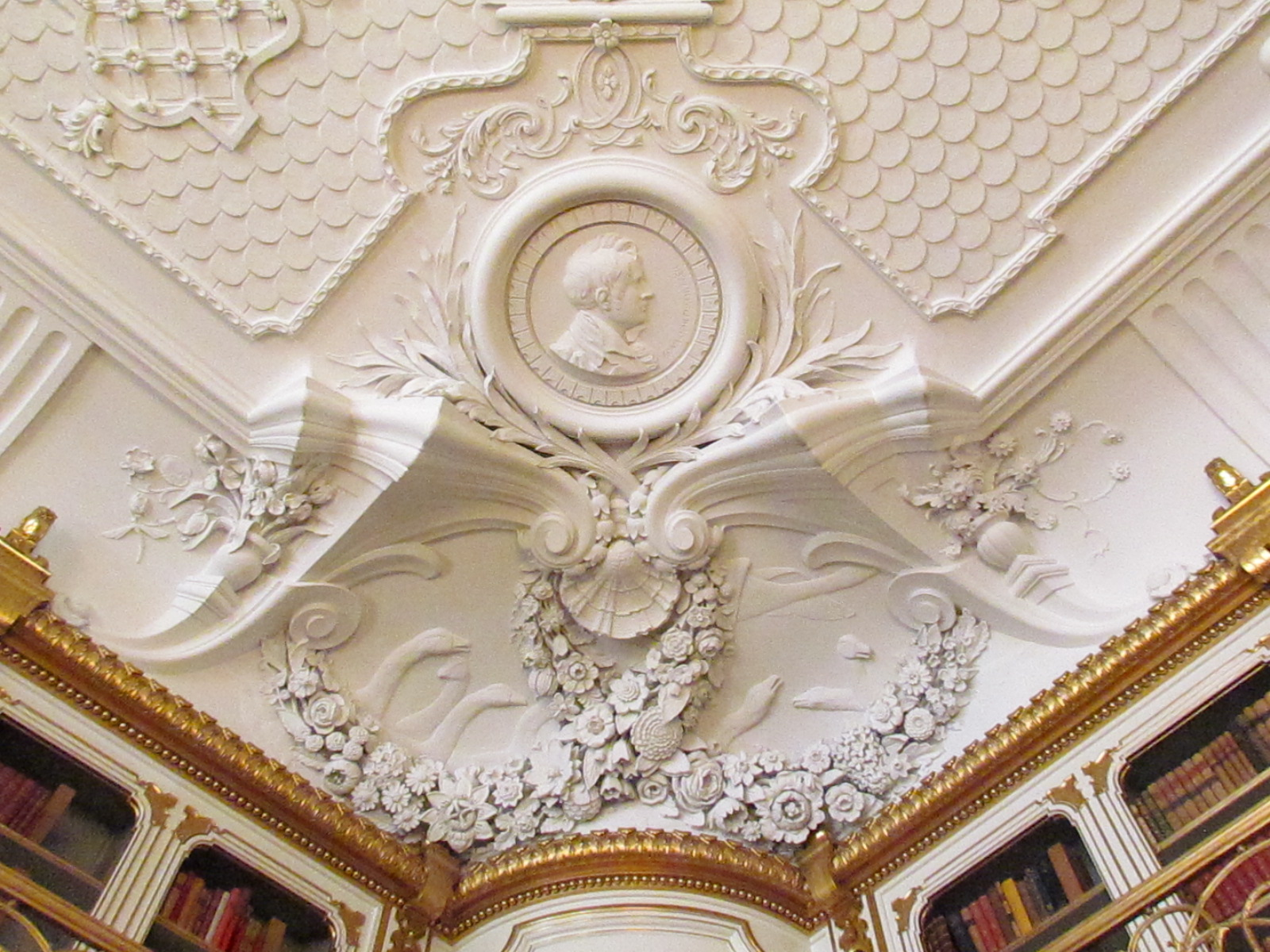
Giulio Cesare Genone: Die Deckestuckaturen, Schloss Christiansborg, Copenhagen, 1740.

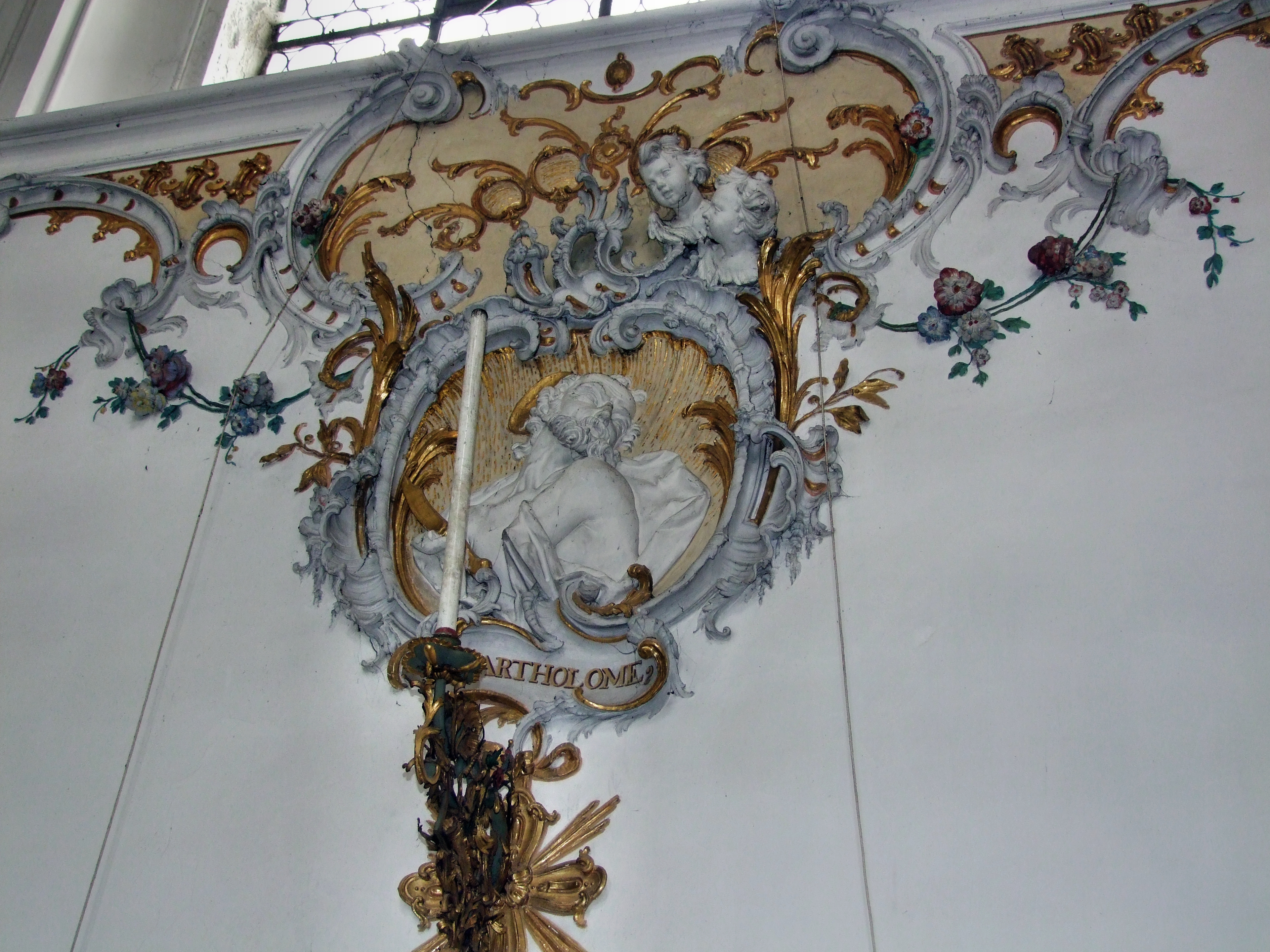
Carlo Andrea Maini: Stuckaturen, Basilika Ottobeuren, 1740.

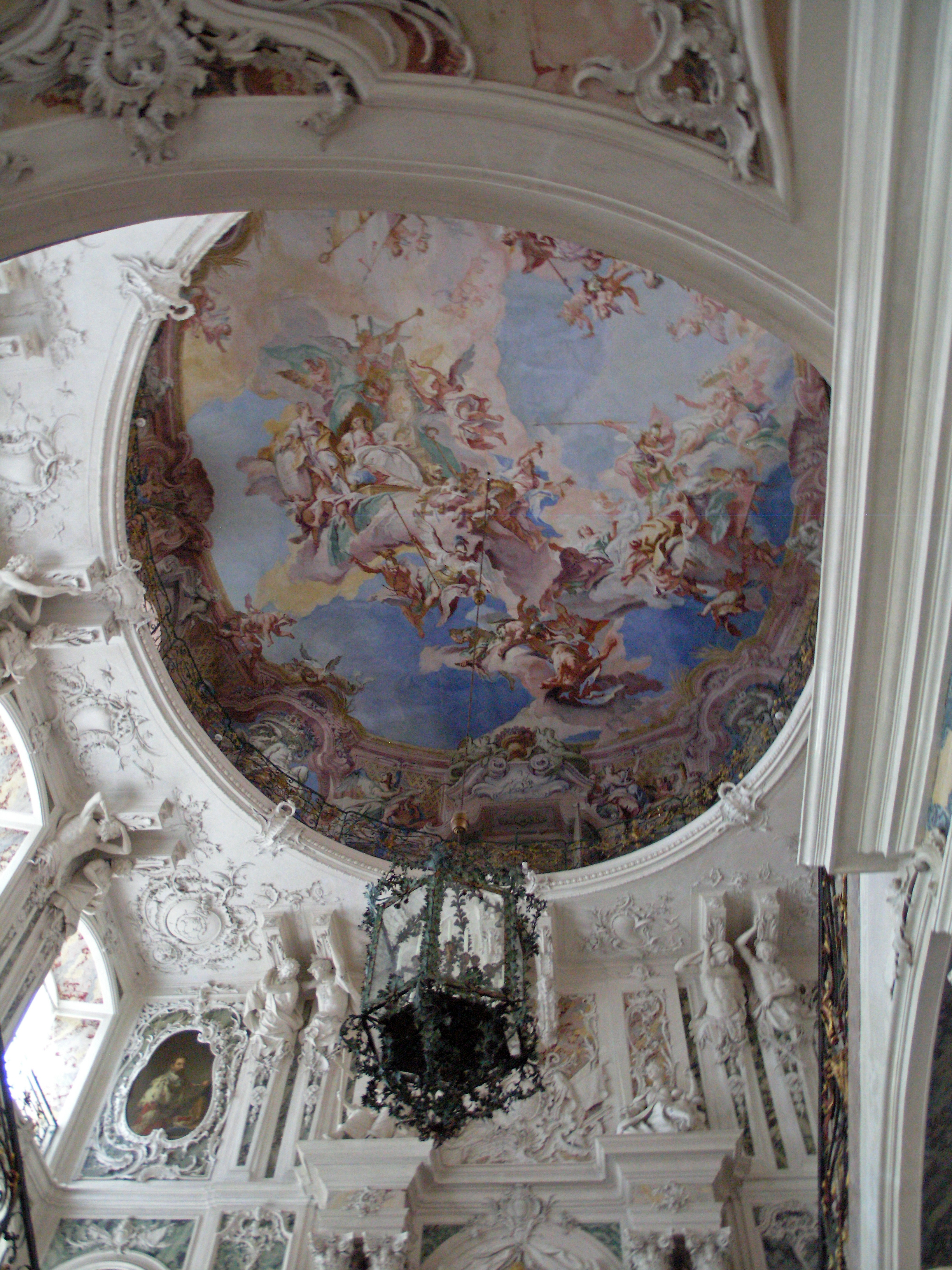
Giuseppe Artari: Rokoko-Treppenhaus, Schloss Augustusburg, 1731–1733.

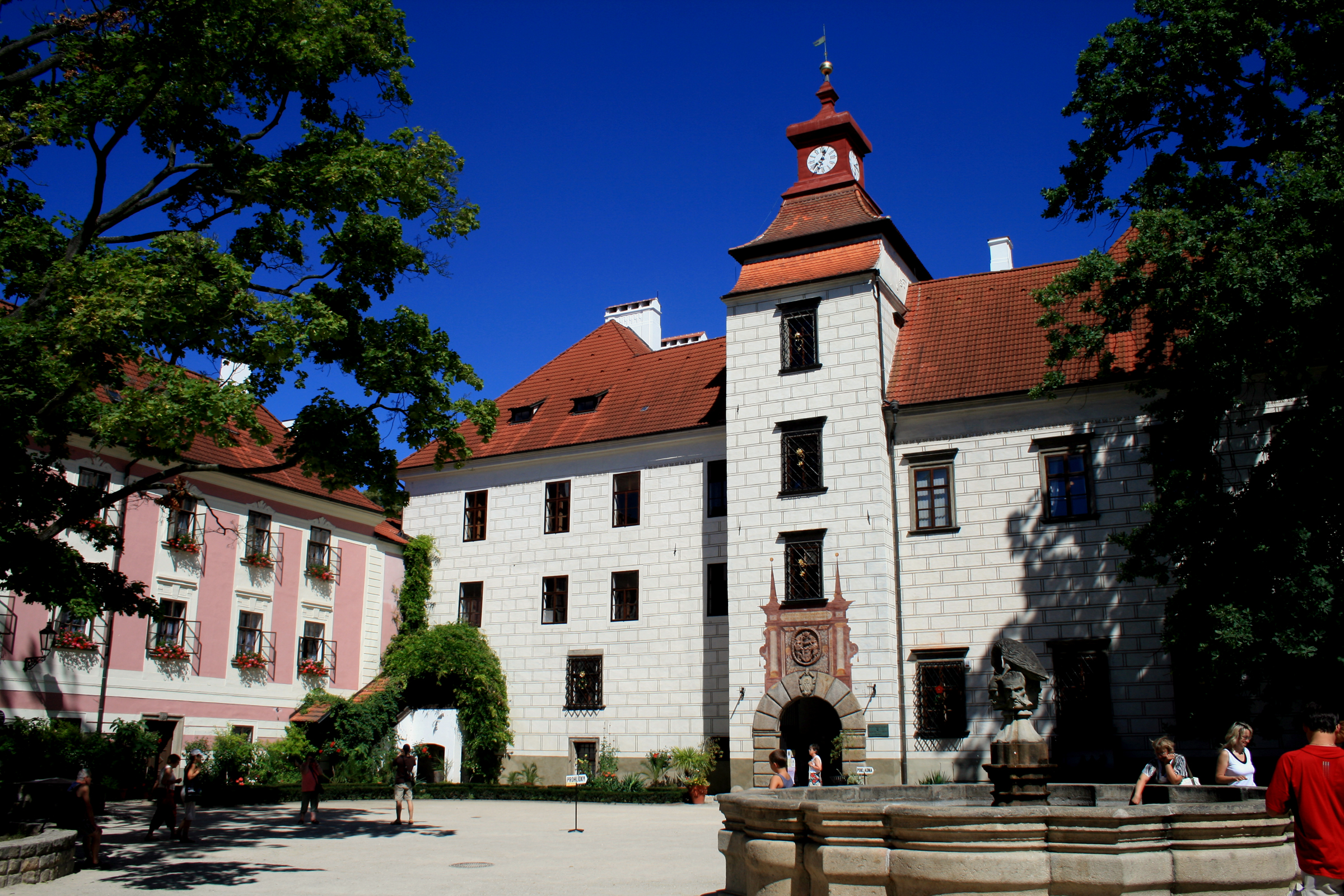
Domenico Cometta: Schloss Třeboň, 1599–1611

- Giovanni Maria Facconi (* um 1540 in Arogno; † nach 1596 ebenda ?), Baumeister im Schloss Jindřichův Hradec und schuf in zahlreicher Fabriken, die der Architekt Baldassare Maggi zusammen mit Antonio und Domenico Benedetto Cometta gegründet hatte[37]

- Familie Maggi. 
  - Baldassare Maggi (vor 1550–1629), Architekt und Baumeister in Böhmen und Mähren
  - Giovanni Paolo Maggi (* um 1555 in Arogno ?; † 6. Oktober 1613 in Rom), Architekt[7]
  - Jacopo Maggi (* um 1645 in Arogno; † nach 1685 ebenda ?), Bauunternehmer in Netolice[38]

- Künstlerfamilie Genone. 
  - Giovanni Battista Genone (* 1656 in Arogno; † nach 1706 in Neuwied), Stuckateur im Fuldaer Dom, Rastatt und Neuwied[39][40][41]
  - Carlo Antonio Genone (* 1656 in Arogno; † nach 1708 in Diez), Sohn von Giovanni, Zwillingsbruder von Giovanni Battista, Stuckateur im Schloss Oranienstein in Diez (Rheinland-Pfalz)[7]
  - Giulio Cesare Genone (* 1691 in Arogno; † 10. Juli 1771 in Kopenhagen), Sohn von Carlo Antonio, Hofstuckateur in Dänemark in den Schlössern Christiansborg, Frederiksberg, Fredensborg, Kronborg, Hirschholm und Frydenlund[7]
  - Giuseppe Guione, (* 1746; † 1808), Sohn von Giulio Cesare, wurde Architekt in Kopenhagen[7]

- Künstlerfamilie Maini/o. 
  - Luigi del Maino (* um +1465 in Arogno; † nach 1511 ebenda), Podestà von Mendrisio und Balerna 1511[42][7]
  - Baldassarre Maino (* um 1550 in Arogno; † nach 1590 in Böhmen ?)[42]
  - Giuseppe Maino (* um 1600 in Arogno; † nach 1655 in Savoyen?), Festungsbaumeister des Herzogs von Savoyen 1655[42]
  - Paolo Maini (* 7. November 1670 in Arogno; † 1703? in Rastatt), Maler[43]
  - Francesco Maini (* um 1675 in Arogno; † 1721 in Warschau)[42]
  - Andrea Maini (* 2. November 1676 in Arogno; † nach 1732 in Schleswig-Holstein), Stuckateur[42]
  - Giovanni Battista Maini (* 14. Oktober 1678 in Arogno; † 29. Juli 1752 in Rom), Bildhauer[42]
  - Carlo Andrea Maini (* 16. Oktober 1683 in Arogno; † nach 1740 in Ottobeuren), Sohn des Stefano und dessen Ehefrau Magdalena, Architekt, Stuckateur; noch vor dem Ausbau des Kaisersaals in Ottobeuren plant und baut Maini den Festsaal des Klosters St. Mang in Füssen. Von 1706 bis 1708 arbeitete er auf Schloss Elisabethenburg in Meiningen[42][44][45]
  - Giuseppe Maini (* um 1705 in Arogno; † nach 1725 in Kloster Ottobeuren), Stuckateur[42][7]

- Giovanni Maria Bistoli (* um 1690 in Arogno; † nach 1746 in Graz ?), Stuckateur[46][7]

- Künstlerfamilie Artari. von Campione d’Italia und Arogno[47]
  - Giovanni Battista Artari (* 20. Oktober 1664 in Arogno; † um 1730 ebenda), Sohn von Giuseppe, Architekt, Stuckateur, Ornamentmaler, Bildhauer. Mit seinem Landsmann Giovanni Battista Genone baute er 1704–1712 den Fuldauer Dom und führte andere Arbeiten in Fulda und in Rastatt aus. Später reiste er nach Holland, Norddeutschland und England und hinterliess in diesen Ländern seine besten Kunstwerke.[48][49][50][51][7][52]
  - Domenico Artari (* um 1670 in Arogno; † nach 1714 ebenda), Baumeister 1714 baute er sein Haus an der Piazza Valécc in Arogno, heute Ca’ di Milanes genannt[7]
  - Alberto (Adalberto) Artari (* 1693 in Arogno; † 1751 ebenda), Sohn von Giovanni Battista, Stuckateur in England[7][53]
  - Giuseppe Artari (* 1697 in Arogno; † 19. Januar 1771 in Bonn), Sohn des Giovanni Battista, Architekt und Stuckkünstler in Rom, in Holland, in England, dann im Schloss Falkenlust, im Treppenhaus des Schlosses Augustusburg in Brühl[54][55][56][52]
  - Angelo Beniamino Artari (* um 1740 in Arogno; † nach 1770 in England ?), Stuckateur[7][53]
  - Alessandro Artario (* um 1750 in Arogno; † nach 1780 in Bergamo ?), Heiligen- und Madonnenmaler in Bergamo[57]
  - Giuseppe Maria Luigi Artari (* 9. Januar 1780 in Arogno; † 15. Dezember 1859 in Verrès), Sohn von Alessandro, Maler im Aostatal schuf Altarbilder, Fresken und Sakrale Kunst[58][59][53]
  - Giovanni Battista Artari-Colombo (* 13. Februar 1796 in Arogno; † 1794 in Moskau), Maler, Stuckkünstler im Palast von Archangelskoje bei Moskau[60][61]
  - Rodolfo Artari (* 1812 in Arogno oder Blevio ?; † 1836 in Mannheim), Kupferstecher in Mannheim und Bremen[62][7][53]
  - Alberto Artari (* 21. Juli 1814 in Arogno; † 2. April 1884 in Bellinzona), Architekt zeichnete er 1845 die Topografie von Bellinzona und seiner Burgen[63]
  - Giuseppe Angelo Artari-Colombo (* 1793 in Arogno; † 1863 ebenda), Sohn von Giovanni Battista, Maler im Großen Kremlpalast in Moskau[64][7]
  - Giuseppe Artari Colombo (* 1824 in Arogno; in Sankt Petersburg ?), Sohn des Giuseppe Angelo, Goldschmied[7]
  - Alessandro Artari (* 1832 in Arogno; † 1920 ebenda), Maler in Aosta[47][7]
  - Augusto Artari (* 1840 in Arogno; † 1924 ebenda), Maler in der Wallfahrtskapelle Machaby in Arnad[47][7]
  - Antonio Artari (* 1844 in Arogno; † 1901 ebenda), Maler imherzöglichen Salons im Rathaus von Aosta (1863)[47][7]

- Künstlerfamilie Cometta. 
  - Domenico Benedetto Cometta (* um 1560 in Devoggio, Fraktion von Arogno; † nach 9. Oktober 1620 in Budweis), Architekt in Südböhmen; 1580–1598 mit Baldassare Maggi umbaute das Schloss Hluboká nad Vltavou (Schloss Fraunberg), (Umbau der ehemaligen Burg zu einem Renaissance-Schloss)
  - Antonio Cometta (* um 1562 in Devoggio, Fraktion von Arogno; † nach 1600 in České Budějovice ?), Sohn von Giovanni, Bruder von Domenico, Stuckateur im Schloss Jindřichův Hradec von 1592 bis 1600[7][65]
  - Giovanni Bartolomeo Cometta (* um 1620 in Devoggio, Fraktion von Arogno; † nach 1690 in Prag ?), Stuckateur[66][67][68]
  - Bernardo Cometta (* um 1635 in Devoggio; † nach 1687 in Cherasco), Stuckateur in Cherasco[69]
  - Innocenzo Cometta (* um 1650 in Devoggio; † 4. Juli 1681 in Prag), Stuckateur[7]
  - Giuseppe Cometti/a (Mogia) (* 4. November 1664 in Devoggio; † 10. Juli 1739 in Hamburg-Altona-Altstadt), Stuckateur[7]
  - Massimo Cometta (* 28. Juli 1810 in Arogno; † 3. März 1900 ebenda), Stuckateur in der Basilika San Francesco di Paola in Neapel, Projekt des Architekten Pietro Bianchi aus Lugano, Maler, Karikaturist, Politiker und Militär nimmt am Sonderbundskrieg teil[70][7][71]
  - Cristoforo Cometta (* 22. März 1830 in Arogno; † nach 1863 in Brasilien ?), Maler tätig in Mailand[72]
  - Walter Cometta (* 9. April 1929 in Russikon) aus Arogno, Radiotelevisione-svizzera-Dienstchef, Abteilungsleiter TSI und RSI des Bereichs Technik in Comano[73][7]

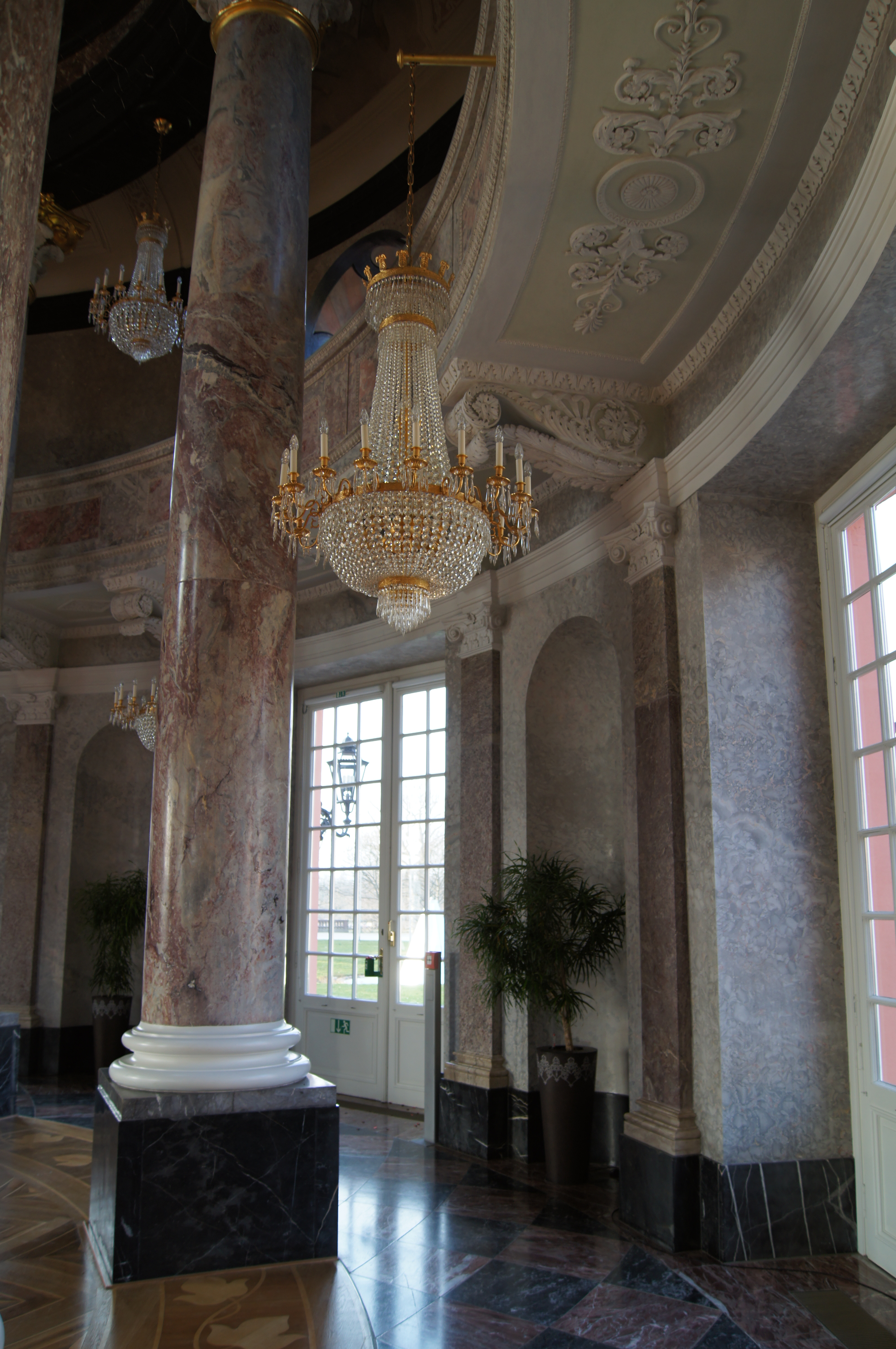
Giuseppe Antonio Pedroli: Stuckaturen, Schloss Biebrich, Wiesbaden um 1721

- Giovanni Vanetti (* um 1620 in Arogno; † nach 1670 in 1658 ebenda ?), Sohn von Giovanni Battista, Bruder von Giulio Cesare, Maler in Brandenburg[74]
- Giulio Cesare Vanetti (* 9. August 1626 in Arogno; † nach 1670 in Bautzen ?), Stuckateur[75][74]
- Giovanni Pedroli (* um 1680 in Arogno; † nach 1721 in Wiesbaden?), Sohn des Giovanni aus Cevio, Stuckateur schuf im Schloss Biebrich[7]
- Carlo Medea (* um 1700 in Arogno; † nach 1742 ebenda), Stuckateur tätig in der Abtei Ottobeuren[76][7]
- Giuseppe Antonio Pedroli (* um 1700 in Arogno; † nach 1753 in Würzburg ?), Stuckateur Lehrling beim Hofstuckateur Antonio Giuseppe Bossi aus Porto Ceresio, schuf Stuckaturen im Schloss Biebrich[7]
- Giovanni Battista Casalini (* 18. Oktober 1718 in Arogno; † 1795 in Silvano d’Orba), Erzpriester von Silvano-Adorno, Theologe, Autor[77]
- Giovan Battista Rusca (* um 1719 in Lugano; † 1795 in Arogno), Adel, Priester, Pfarrer von Arogno, veröffentlichte 1769 und 1777 einige theologische und kanonische Dissertation[78][79]
- Giuseppe Casellini (* um 1800 in Arogno; † nach 1839 ebenda), Militär, Oberst der Schweizer Armee, im Dezember 1839 mit Giacomo Luvini führte er den Putsch der tessiner Liberalradikalen gegen die Konservativen der Täler Valle Maggia und Verzascatal[7]

- Familie Manzoni. 
  - Alessandro Manzoni (* 4. April 1820 in Arogno; † 17. September 1899 ebenda), Politiker, Unternehmer[80][7]
  - Romeo Manzoni (1847–1912), Philosoph, Hochschullehrer, Forscher, Politiker und Publizist[7]
  - Enrico Manzoni (* 29. Mai 1882 in Arogno; † 9. August 1962 in Lugano), Maler, Zeichner, Uhrmacher. Er schuf Kopien von Werken von Raphael, Guido Reni, Francesco Hayez und Rembrandt. Im Alter von 68 Jahren erste Landschaftszeichnungen[81][7]
  - Marie-Louise Manzoni-Audemars (* 24. Dezember 1855 in Le Chenit; † 26. November 1919 in Arogno), Malerin. Von Vincenzo Vela ermutigt, besuchte sie die Accademia di Belle Arti di Brera in Mailand. Sie malte Figuren, Landschaften, Stillleben und Dekorationen[82][7]

- Familie Delucchi. 
  - Vittorio Delucchi (* 21. Mai 1925 in Arogno; † 26. November 2015 ebenda), Doktor Ingenieur-Agronom der ETH Zürich, Professor für Entomologie an der ETH Zürich[83]
  - Mario Delucchi (* 1941? in Arogno), Sekundarlehrer, Schulinspektor, Lokalhistoriker, Publizist[84]
  - Fabio Delucchi (* 3. März 1948 in Arogno), Musiker, Chorleiter und Komponist[85][7]

- Alfredo Bernasconi (* 21. August 1885 in Campione d’Italia; † 15. August 1956 in Arogno), Musiker, Kapellmeister[86]
- Waldes Keller (* 31. Dezember 1900 in Arogno; † 6. September 1970 in Bellinzona), Musiker, Komponist, Kapellmeister[87]
- Victor Gianella (* 5. Januar 1918 in Paris; † 16. März 2013 in Arogno), Fotograf[88]
- Giovanni Pelli (* 4. Juni 1921 in Arogno; † 30. April 1991 in Viganello), Pianist und Komponist, im Friedhof von Breno begraben[89]
- Solvejg Albeverio-Manzoni (* 1939 in Arogno), Malerin, Graphikerin, Schriftstellerin
- Marco De Vecchi (* 7. August 1940 in Arogno), Blasorchestermeister[90][91]